# Ciutat Vella (Valencia)
Ciutat Vella (in italiano: città vecchia) è un quartiere della città di Valencia situato nella zona centrale del comune. Istituzionalizzato nel 1979 dal Comune di Valencia con il numero 1, il quartiere Ciutat Vella comprende il centro politico-amministrativo, finanziario, religioso e culturale della città e dell'intera Comunità Valenciana. La sua origine storica risale alla fondazione romana della città nel 138 a.C.
Al 2023 Ciutat Vella ha una popolazione di 27.983 abitanti ed è il quarto distretto meno popoloso di Valencia. Tuttavia, a causa del gran numero di alberghi, appartamenti turistici e uffici, la popolazione temporanea varia sensibilmente ed è notevolmente maggiore. Il quartiere più popolato del distretto è El Carmen.

## Geografia

Mappa della localizzazione del distretto

Il quartiere di Ciutat Vella o Intramurs si trova nel cuore geografico della città di Valencia, capitale della Regione Valenciana. È delimitato dalle mura del XIV secolo, cioè dalle vie Colom, Xàtiva e Guillem de Castro, la riva destra del fiume Túria fino alla via della Giustizia, la Porta de la Mar e ancora Colom. Confina con i quartieri dell'Eixample a sud-est, Extramurs a sud-ovest, Campanar a nord-ovest, Saïdia a nord e Pla del Real a est. L'attuale giardino del Túria forma un confine naturale con questi ultimi tre, motivo per cui ci sono sette ponti che collegano la Città Vecchia con questi quartieri: il pont de les Arts, il pont de Sant Josep, il pont dels Serrans, il pont de Fusta, Pont de la Trinitat, Pont del Real e Pont de l'Exposition.
Ciutat Vella è caratterizzata da una topografia pianeggiante, anche se presenta alcune lievi depressioni e rilievi del terreno. Questa ricchezza topografica è dovuta al fatto che l'attuale quartiere è la somma di tre insediamenti storici: quello romano del II secolo a.C.; l'arabo dell'XI secolo e il cristiano del XIV secolo.
La posizione della città sulla pianura alluvionale e la vicinanza al fiume Túria ha fatto sì che, storicamente, questa zona di Valencia sia stata la più colpita dalle numerose inondazioni. Tuttavia, dopo l'alluvione del 1957 che causò gravi perdite materiali e umane, si decise di deviare il corso del fiume nel 1972, trasformando il corso d'a.C.qua principale in una paleoriera.

### Quartieri
| Codice | Nome          | Popolazione (2022) | Superfície (km2) | Densità (ab/km2) |
| ------ | ------------- | ------------------ | ---------------- | ---------------- |
| 1.1    | La Seu        | 3.102              | 0,221            | 14040            |
| 1.2    | La Xerea      | 3.956              | 0,312            | 12680            |
| 1.3    | El Carme      | 6.703              | 0,384            | 17460            |
| 1.4    | El Pilar      | 4.749              | 0,162            | 29310            |
| 1.5    | El Mercat     | 3.776              | 0,173            | 21830            |
| 1.6    | Sant Francesc | 5.697              | 0,439            | 12980            |
| 1      | Ciutat Vella  | 27.983             | 1,690            | 16560            |

## Storia

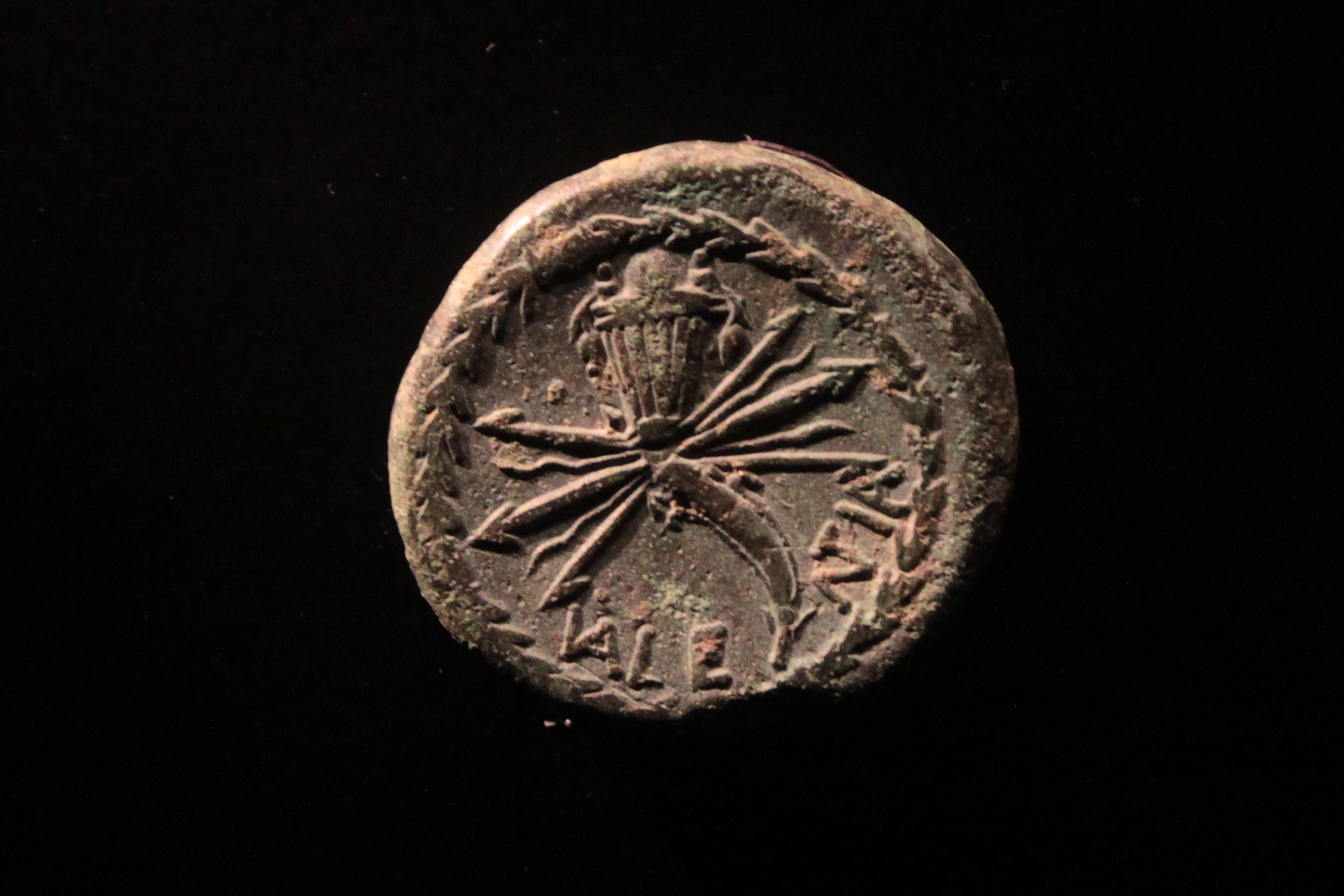
Moneta romana di Valentia

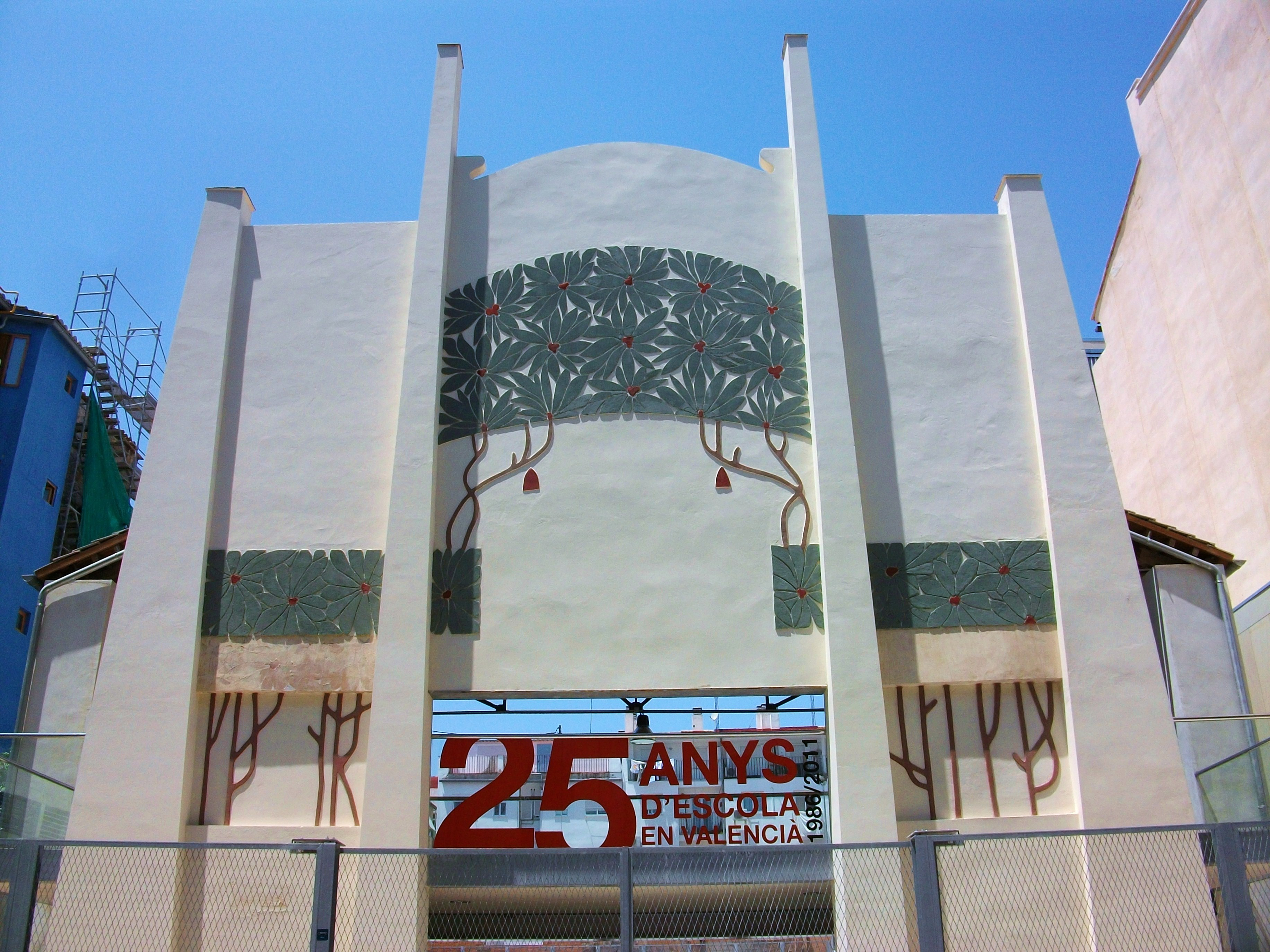
CEIP Santa Teresa, quartiere Carme

La Città Vecchia di Valencia è la culla della città. Trae origine da un'isola fluviale che un tempo ivi formava il fiume Túria, tramite un corso d'a.C.qua che partiva dal letto principale del fiume e circondava l'isola attraverso il centro dell'attuale quartiere fino a raggiungere nuovamente il corso principale.
Nel centro di quest'isola, i romani fondarono la città di Valentia Edetanorum nel 138 a.C. per ordine del console Decimo Giunio Bruto Callaico, nelle vicinanze dell'attuale Plaza de l'Almoina, dove si può visitare il suo centro archeologico. Dopo la distruzione della città ad opera delle guerre civili del 75 a.C. essa venne rifondata e il piano urbanistico crebbe rapidamente. L'attuale Ciutat Vella divenne il foro e la piazza pubblica della città. Qui si tenevano riunioni giudiziarie, religiose e politiche ed era qui che si trovavano gli edifici più importanti della città dedicati ad ospitare questo tipo di riunioni. Altri edifici nel foro furono costruiti per essere case delle corporazioni e mercati.

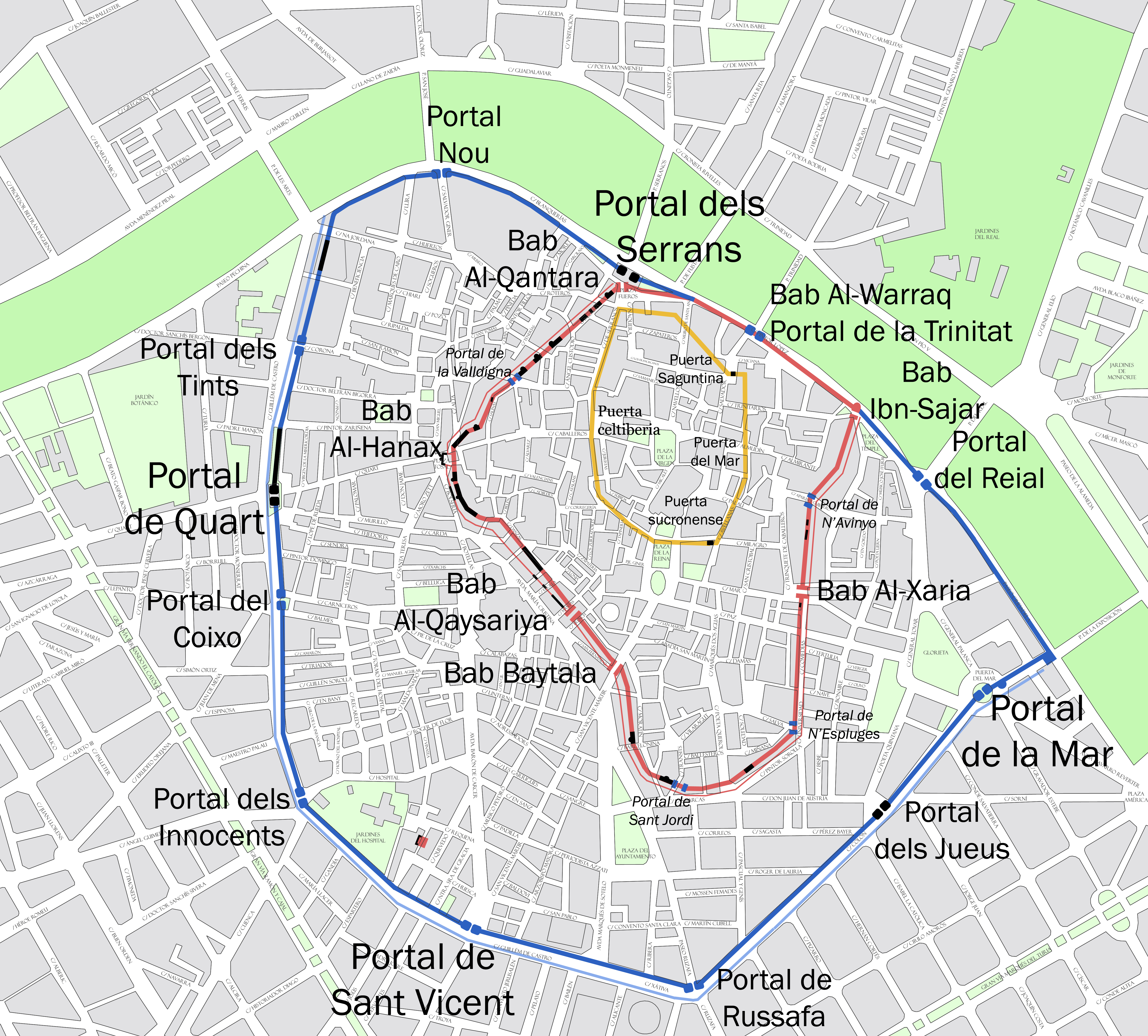
Mappa delle mura di Valencia

Durante l'epoca musulmana, la città approfittò dello specchio d'a.C.qua che formava l'isola utilizzandolo come fossato e confine urbano costruendo le mura arabe. Oltre i limiti delle mura c'erano il mercato e la moschea. Questa zona, Plaça del Mercat, è attualmente il centro nevralgico del quartiere dove ora si trovano il Mercato Centrale di Valencia e la Loggia della Seta.
Nel 1238, il re Gia.C.omo I conquistò Valencia e nel 1356, il re Pietro il Cerimonioso, pronipote di Gia.C.omo I, ordinò la costruzione di una nuova muraglia cristiana, che divenne il confine della città e che designa quasi esattamente il quartiere. Nel XIII secolo la moschea fu sostituita dalla cattedrale di Valencia da Gia.C.omo I dopo aver consa.C.rato alla Vergine Maria il luogo dove si trovava il tempio islamico. Un secolo dopo venne costruita la muraglia cristiana, oggi praticamente scomparsa. Si conservano però ancora due portali: quello dei Serrani e quello di Quart. Lo sviluppo della città all'interno delle mura durante il Medioevo fu favorito dalla grande produzione di seta e all'arrivo di botteghe e attività artigianali. Ogni quartiere e strada della città era specializzato in diverse corporazioni di mestiere, da qui i nomi di alcuni quartieri e strade attuali. Durante questo periodo, Valencia fa.C.eva parte della Via della Seta. Nel XV secolo, durante l'esplosione del mercato tessile, venne costruito il mercato della Seta, destinato alle transazioni commerciali.

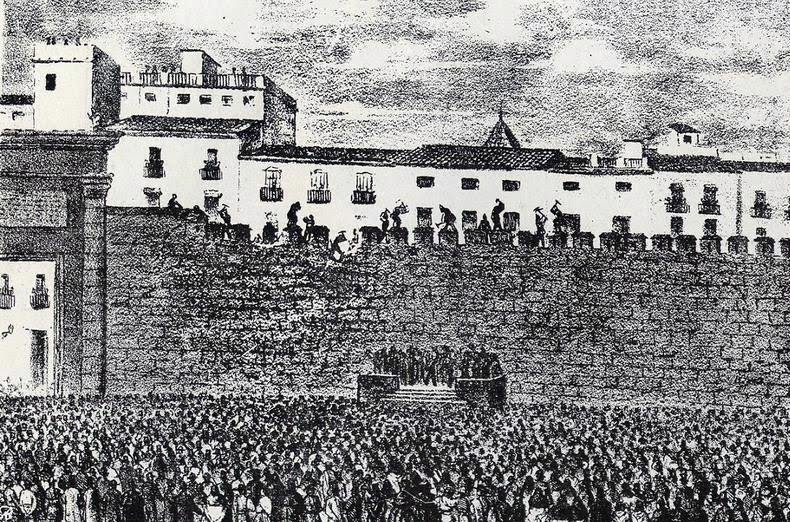
Demolizione delle mura

Nel corso del XVIII secolo furono costruiti il Palau de Parcent, demolito nel 1965, e la Chiesa delle Scuole Pie. Nel XIX secolo iniziò il declino dell'industria della seta valenciana a causa dell'arretratezza industriale spagnola dell'epoca e della massiccia esportazione di seta asiatica. Questa crisi industriale provocò la demolizione del muro decretata nel 1865 per ordine del governatore civile di Ciril Amorós che richiese misure volte al miglioramento delle condizioni igieniche ed economiche, aprendo la città ad un nuovo Eixample e dando così lavoro ai disoccupati.

Nel 2002, la Generalitat Valenciana annunciò la creazione della linea T2 della MetroValencia, che avrebbe dovuto attraversare il quartiere da nord a sud con un tram sotterraneo, con tre stazioni: Museus o Serrans (tra il ponte Sant Josep e il ponte Serrans), Carme (vicino al mercato Mossén Sorell) e Mercat (vicino al mercato Centrale). La costruzione è iniziata nel 2005. Nel 2011 i lavori furono interrotti per mancanza di fondi, con la stazione Mercat ultimata e la parte sotterranea del tratto tra Alicante e Nazareth parzialmente completata.

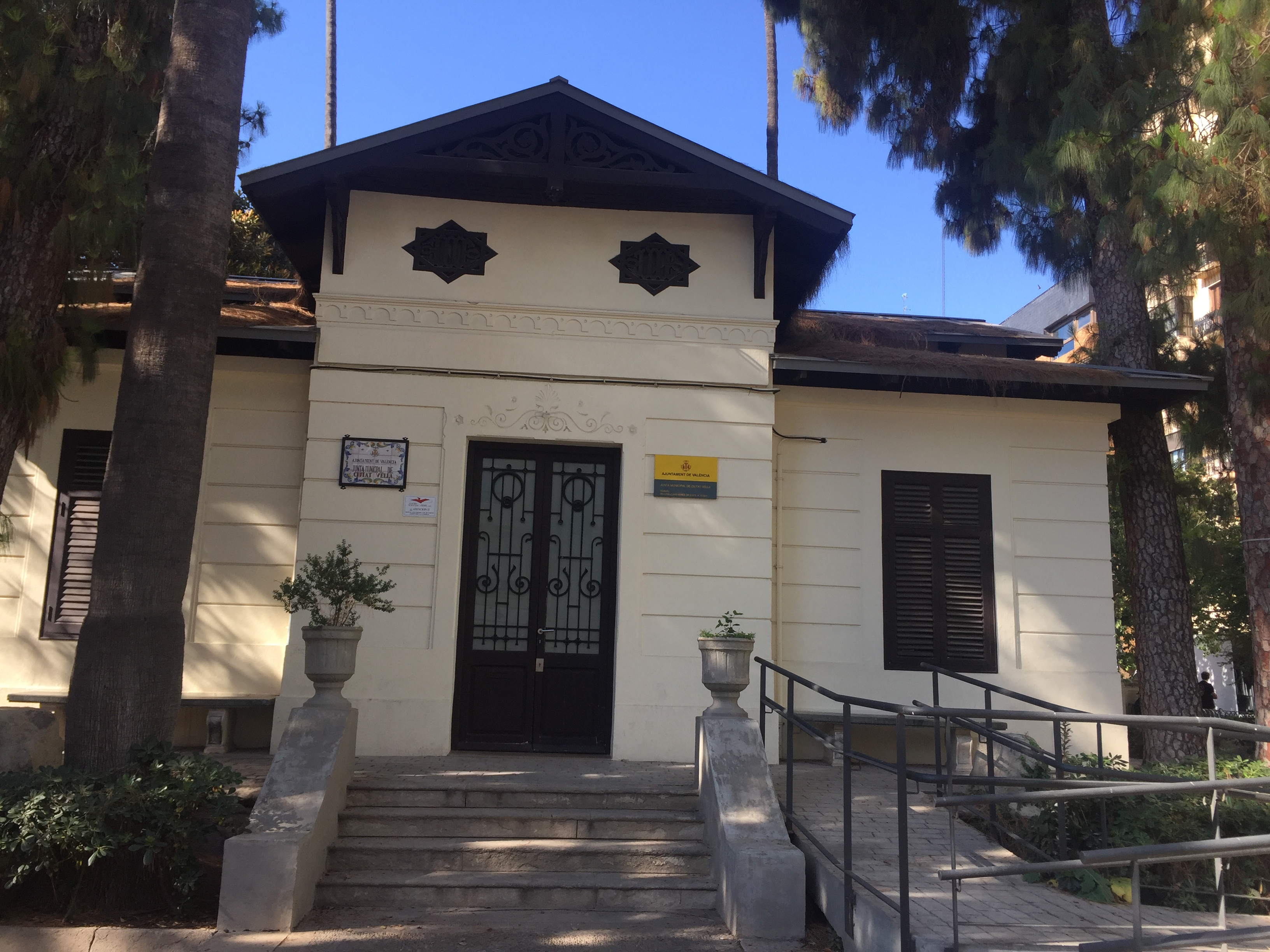
Giunta municipale distrettuale

## Luoghi d'interesse
A Ciutat Vella si trovano i principali servizi della città:
- Amministrativo: il Consiglio Comunale di Valencia, il palazzo della Generalitat, la sede dei tribunali valenciani nel palazzo di Benicarló, numerosi uffici comunali, il Consiglio provinciale nei palazzi di Batlia e del Marchese de la Scala, ecc.
- Shopping: il mercato Centrale, Plaça Redona, il mercato Mossén Sorell e i grandi magazzini.
- Culturali e museali: il Centro Archeologico dell'Almoina, l'IVAM, il MuVIM, il Museo Nazionale della Ceramica presso il palazzo del Marchese di Dosaigües, La Nau dell'Università di Valencia, il Centro Carmel, il Centro Culturale Beneficència (con il Museo di Preistoria, il Museo Etnologico Valenciano), la Biblioteca dell'Ospedale, ecc.
- Didattico: all'interno del Barri del Carme, troviamo il CEIP Santa Teresa, che è l'edificio degli antichi Cinema Caro costruito nel 1910 dall'architetto Vicente Ferrer Pérez (1874-1960),[13] (architetto valenciano di scarsa opera, anche autore del singolare edificio Ferrer en Cirilo Amorós nº 29), progettò nel 1910 la costruzione di due cinematografi gemelli all'interno dell'antico Hort de Sogueros, di proprietà del Marchese de Caro.
- Finanziario: la Borsa di Valencia nel palazzo Boïl d'Arenós e sedi o filiali principali di istituti bancari, in particolare intorno alle vie Pintor Sorolla e les Barques, come l'edificio Banc de Valencia.
- Religiosi: la sede, il Micalet, la Basilica di Nostra Signora dei Disperati, la chiesa di Sant Joan de l'Hospital, la chiesa di Santa Caterina, la chiesa di Sant Joan del Mercat, la chiesa di Sant Agustí, la chiesa di il Patriarca, ecc.
- Storici e civili: la Loggia della Seta, le torri di Serrans, le torri di Quart, il portale della Valldigna, palazzi privati della città, edifici modernisti ed eclettici di Carrer de la Pau, l'antico convento di Sant Doménec, la porta de la Mar, il giardino del Parterre, l'Istituto Lluís Vives, ecc.

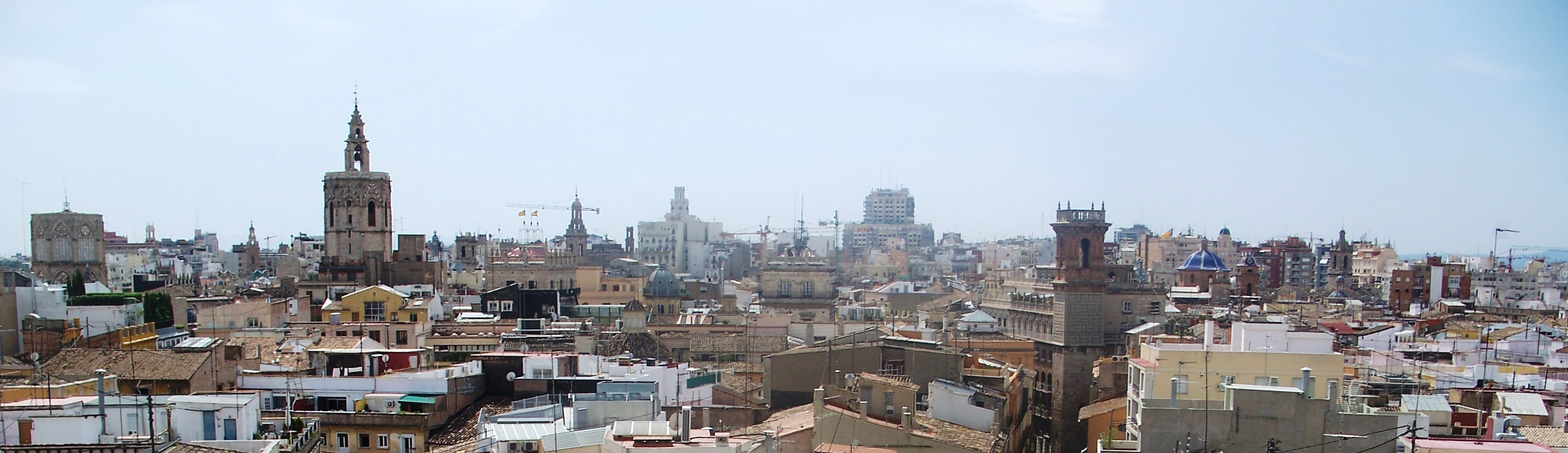
Vista della città vecchia

## Trasporti

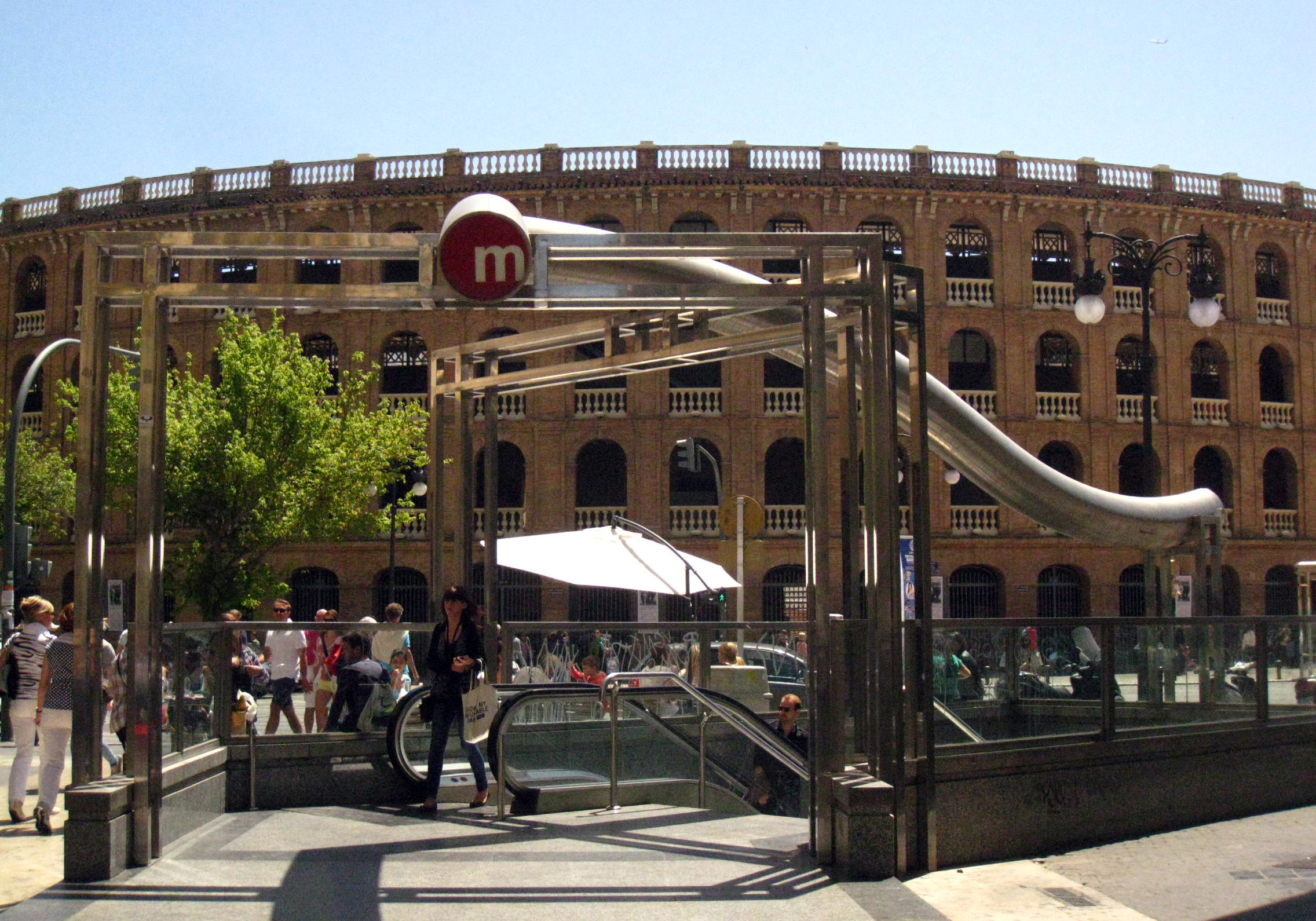
Stazione di Xàtiva

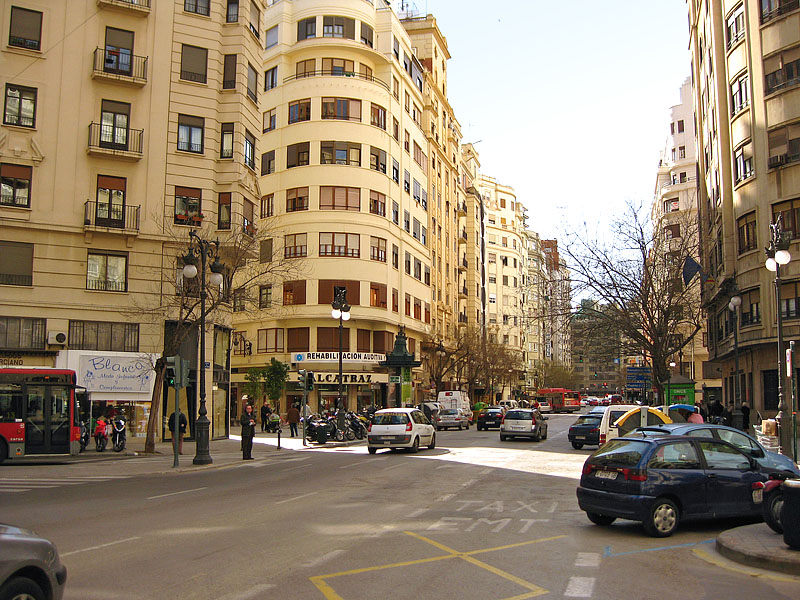
Viale Ovest

### Trasporto pubblico
- Ferrovie della Generalitat Valenciana - Metrovalencia (FGV)
  - Stazioni di Xàtiva, Colón e Alameda
- Azienda Municipale di Trasporto di Valencia (EMT)
  - C1 - C2 - 4 - 6 - 7 - 8 - 8 - 9 - 10 - 11 - 13 - 14 - 16 - 19 - 24 - 26 - 25 - 26 - 27 - 28 - 31 - 32 - 35 - 40 63 60 62 67 - 70 - 71 - 72 - 73 - 81 - 94 - 95
- Valenbisi

### Rete stradale
Il quartiere è ben collegato al resto della città essendo situato in pieno centro. La rete di strade strette e irregolari osta.C.ola il traffico fluido, che viene incanalato in strade che attraversano il quartiere, come Carrer de la Pau, Carrer de Sant Vicent Mártir, Avinguda de l'Oest, Carrer de les Barques o quella del Pittore Sorolla. Molte di queste strade hanno come punto di partenza o di arrivo Plaça de la Reina o Plaça de l'Ajuntament. L'antico tra.C.ciato delle mura cittadine delinea la rotatoria (detta rotatoria interna), che incanala il traffico attorno al quartiere.